# Thouron
Thouron – miejscowość i gmina we Francji, w regionie Nowa Akwitania, w departamencie Haute-Vienne.
Według danych na rok 1990 gminę zamieszkiwało 431 osób, a gęstość zaludnienia wynosiła 31 osób/km² (wśród 747 gmin Limousin Thouron plasuje się na 282. miejscu pod względem liczby ludności, natomiast pod względem powierzchni na miejscu 472.).

## Populacja

Populacja Thouron w latach 1962–2008